# أنو مالهوترا
أنو مالهوترا (بالإنجليزية: Anu Malhotra)‏ هي صانعة أفلام وثائقية هندية، ولدت في 26 مارس 1961 في نيودلهي في الهند.

## وصلات خارجية
- أنو مالهوترا على موقع IMDb (الإنجليزية)